# Альсдорф (Саксония-Анхальт)
Альсдорф (нем. Ahlsdorf) — община в Германии, в земле Саксония-Анхальт.
Входит в состав района Мансфельд. Подчиняется управлению Мансфельдер Грунд-Хельбра. Население составляет 1744 человека (на 31 декабря 2010 года). Занимает площадь 5,09 км².

## Население
| Год  | Численность | Численность |
| ---- | ----------- | ----------- |
| 2017 | 1581        | [ 1 ]       |
| 2019 | 1570        | [ 4 ]       |
| 2021 | 1557        | [ 5 ]       |
| 2022 | 1519        | [ 6 ]       |
| 2023 | 1505        | [ 2 ]       |